# Edmond Assuerus de Loë
Gerhard Anton Edmond Assuerus Clemens August des H.R. Rijksbaron von Loë-Imstenraedt, heer van Wissen, Konradsheim, Mheer en Imstenrade (Düsseldorf, 28 augustus 1749 - kasteel Wissen, 30 mei 1813) was een Pruisisch officier en een Frans senator.

## Biografie
Edmond Assuerus stamde uit een familie uit het hertogdom Kleef en was de laatste heer van Aubel. Hij trouwde in 1783 met gravin Marie Alexandrine Maximilienne Adolphine von Merveldt (1766-1812).
Na aanvankelijk majoor in Pruisische dienst te zijn geweest, en nadat zijn woongebied door het Verdrag van Lunéville bij Frankrijk was aangehecht, werd hij onder het Franse keizerrijk in 1806 lid van de Raad van State en in 1808 lid van de Senaat. Dit bracht mee dat hij tot empiregraaf werd verheven, met de naam graaf van Imstenraedt.
Hij werd verder ook benoemd tot Grootkruis in de Orde van de Unie, Ridder in het Legioen van Eer en Grootkruis in de Orde van de Reünie.
Het echtpaar kreeg tien kinderen. De oudste zoon, Frederik, erfde het stamslot in Wissen. De tweede zoon, Frans de Loë-Imstenraedt (1789-1838), kreeg van zijn vader, die het stamslot in Wissen bewoonde, het kasteel van Mheer als huwelijksgeschenk. Deze had een jaar voordien de tiendenrechten over de parochie Mheer gekocht van de Oostenrijkse regering. Hoewel Frans tijdens de Belgische Opstand gouverneur, parlementslid en diplomaat werd, bleef hij bij de Nederlandse adel ingeschreven.
Een andere zoon, baron Edmond de Loë was postinspecteur in Frankrijk en was getrouwd met barones Zélie van Herissem. Hun zoon Alfred de Loë (1858-1947) verkreeg de Belgische naturalisatie in 1882 en werd in 1885 tot de Belgische erfelijke adel toegelaten, met de titel baron voor hemzelf en al zijn afstammelingen. Hij werd adjunct-hoofdconservator van de Koninklijke Musea in Brussel.
Hij had slechts een dochter en deze Belgische familietak is in 1956 uitgedoofd.